# The Sting! Kariera gangstera
The Sting! Kariera gangstera – gangsterska strategiczna gra komputerowa stylizowana komiksowo.
Gracz wciela się w gangstera o imieniu Matt, który dopiero co opuścił więzienie, ale odsiadka niczego go nie nauczyła. Marzy o wejściu na szczyt gangsterskiej hierarchii w okolicy. Tym razem wie jednak, że zabójstwa i kradzieże kieszonkowe w żadnym razie nie będą miały wpływu na jego pozycję. W tym celu zamierza zorganizować włamanie stulecia na największy bank w mieście, w którym zaczyna swoją budowę kariery. Jednak musi zacząć od najprostszych rzeczy. W grze ważne jest planowanie kradzieży (możliwych jest do zrabowania około 40 budynków w wirtualnym mieście), a także unikanie ludzi mogących przeszkodzić w rabunku i zawiadomić policję oraz werbowanie wspólników mogących pomagać w kradzieży.